# Orivesi (stacja kolejowa)
Orivesi (fiń. Oriveden rautatieasema) – stacja kolejowa w Orivesi, w regionie Pirkanmaa, w Finlandii. Jest stacją węzłową na linii Orivesi–Jyväskylä oraz Tampere–Haapamäki.
Stacja klasy IV została wybudowana w latach 1881-83. Została odnowiona kilka razy, ale budynek stacji pozostał niemal bez większych zmian w wyglądzie. Część budynków stacyjnych zostało przeniesionych z Terijoki w 1920 roku. 
| Orivesi                               |  |                                |
| Linia Tampere – Haapamäki (44,400 km) |  |                                |
| Hietaodległość: 0,400 km              |  | Tähtiniemi odległość: 1,600 km |
| Linia Orivesi - Jyväskylä (0,000 km)  |  |                                |
|                                       |  | Lyytikkälä odległość: 4,000 km |